# 新厝镇
新厝镇是中国福建省福州市福清市下辖的一个镇。古称：文秀乡光贤里。

## 行政区划
新厝镇共辖16个村委会，分别是：
东楼村、棉亭村、蒜岭村、新厝村、双屿村、界下村、亥灶村、霞埔村、江兜村、东沃村、大澳村、峰头村、加头村、漆林村、桥尾村、凤迹村。除棉亭村和东楼村外，新厝镇其他村的居民主要讲莆仙话。

## 人物
- 广西政府副主席、原中国农业大学校长陈章良为该镇界下村人。
- 陳平：馬來亞共產黨最後一任總書記。
- 翁俊民：印度尼西亞企業家、印尼國信集團主席。